# Hugo Blotius
Hugo De Bloote, nom latinisé en Hugo Blotius, né en 1533 à Delft aux Pays-Bas espagnols et mort le 29 janvier 1608 à Vienne, fut un juriste et bibliothécaire hollandais actif à Vienne.

## Biographie
Hugo Blotius étudie de 1558 à 1560 à l'Université de Louvain (1425-1797), à l'Université royale de Tolède, en 1565-1566 à l'Ancienne université de Paris, en 1567-1568 à l'Ancienne université d'Orléans et s'immatricule en 1568 à l'Université de Bâle.
En 1569, il occupe la chaire d'éthique à l'Académie de Strasbourg. En 1570, il part pour Padoue. A partir de 1571, il est à Vienne (Autriche) où il assure les fonctions de précepteur du fils de l'évêque de Veszprém. En 1574, sur intervention du médecin impérial Johann Crato von Krafftheim, il est appelé par Maximilien II (Empereur du Saint-Empire) à la bibliothèque impériale de Vienne (ancêtre de la Bibliothèque nationale autrichienne). Il prend officiellement ses fonctions le 15 juin 1575. En 1576, il devient professeur de rhétorique à l' université de Vienne. La même année, il se convertit du calvinisme au catholicisme. Blotius rédige en 1576 un inventaire alphabétique des collections de la bibliothèque et en 1597 un inventaire des manuscrits. Parmi les correspondants de Hugo Blotius, on trouve Tycho Brahe et Johannes Kepler.

## Œuvres
- De mensuris peregrinis Romanis et Viennensibus. ÖNB, Handschriftensammlung, Nr. 10714
- Bibliotheca in oppido Friesach. ÖNB, Cod. Ser. Nov. 2581
- La correspondance manuscrite de Blotius est conservée à la ÖNB, Cod. 9737z14-18.

### Articles
- (de) Karl Weiss (de), « Blotius, Hugo », dans Allgemeine Deutsche Biographie (ADB), vol. 2, Leipzig, Duncker & Humblot, 1875, p. 727
- Johanna von Ernuszt, "Die ungarischen Beziehungen des Hugo Blotius. Beiträge zur Geschichte des Humanismus in den Donauländern aus dem Briefwechsel eines Wiener Humanisten im XVI. Jahrhundert", in : A Gróf Klebelsberg Kunó Magyar Történetkutató Intézet évkönyve, Jg. 10 (1940), p. 7-53.
- Franz Unterkircher: Hugo Blotius und seine ersten Nachfolger (1575-1663), in : Josef Stummvoll (Hrsg.), Geschichte der österreichischen Nationalbibliothek (Wien : Pracher, 1968), p. 81-127.
- Leendert Brummel: Hugo Blotius und die Leidener Universität, in : Josef Mayerhöfer (Hrsg.): Festschrift Josef Stummvoll. Dem Generaldirektor der österreichischen Nationalbibliothek zum 65. Geburtstag, 19. August 1967, Bd. 1 (Wien : Hollinek, 1970), p. 152-155.
- Zlatko Herkov, Hugo Blotius. Ein Vorkämpfer für ein einheitliches weltumfassendes Maß-System, in : Hugo Blotius, De mensuris peregrinis et Viennensibus (Edinburgh 1977/78), p. 193-231.
- Leonard M. Swennen, "Een Nederlander in Wenen: Hugo Blotius (1534-1608)", in : Ons Erfdeel, Jg 21, 1978, p. 689-697
- Howard Louthan, The Quest for Compromise. Peacemakers in Counter-reformation Vienna. Cambridge : Cambridge University Press, 1997.
- Christian Gastgeber, Blotius und seine griechischen Kontakte. Leontios Eustratios Philoponos und der Erzbischof Gabriel von Achrida im Stammbuch des Hugo Blotius, in:  Biblos. Beiträge zu Buch, Bibliothek und Schrift, Jg. 46 (1997), p. 247-258  (ISSN 0006-2022).
- Brigitte Mersich, Christian Gastgeber, Max Kraus: Hugo Blotius und seine Auslandskontakte in den Osten. Der Briefwechsel mit dem Notar des ungarischen Kanzlers, Tiburtius Himelreich, in : Biblos. Beiträge zu Buch, Bibliothek und Schrift, Jg. 53 (Wien 2004), p. 123-136.
- Bernhard Siegert, Die Botschaft des Elefanten. Hugo Blotius' Projekt der Bibliotheca Generis Humani Imperatoriae (1575), in : Markus Krajewski (Hrsg.), Projektemacher. Zur Produktion von Wissen in der Vorform des Scheiterns [= Copyrights ; Bd. 15], Berlin : Kulturverlag Kadmos, 2004, p. 67-78.  (ISBN 3-931659-56-9).
- Paola Molino, Sulle tracce di Hugo Blotius, Biblos, Jg. 54, Nr. 2 (Wien, 2005), p. 143-146.
- Paola Molino, Istruzioni per un viaggio in Italia: “Hodoeporicum Hugoni Blotii earum rerum quas in Italia vidit et observavit”,Biblos, Jg. 55, Nr. 1 (Wien 2006), p. 124-137.
- Paola Molino, Ein Zuhause für die Universale Bibliothek. Vom „Museum generis humani Blotianum“ zur Gründung der Hofbibliothek in Wien am Ende des 16. Jahrhunderts, Biblos, Jg. 58, Nr. 1 (Wien, 2009), p. 23-41.
- Paola Molino, "Ni Gessner ni Possevino : Hugo Blotius et la réorganisation de la bibliothèque impériale de Vienne à la fin du XVIe siècle", Histoire et civilisation du livre : revue internationale, vol. 11, 2015, p. 277-304.

### Monographies
- Hermann Menhardt, Das älteste Handschriftenverzeichnis der Wiener Hofbibliothek von Hugo Blotius 1576. Kritische Ausgabe der Handschrift „Series nova 4451“ vom Jahre 1597 mit vier Anhängen. Wien : Rohrer, 1957. (Denkschriften der Akademie der Wissenschaften in Wien/Philologisch-historische Klasse ; Bd. 76).
- Edith Rühl, 'Die nachgelassenen Zeitungssammlungen und die Gelehrtenkorrespondenz Hugo Blotius’, des ersten Bibliothekars der Wiener Hofbibliothek. Dissertation : Universität Wien, 11. Juillet 1958.
- Justin Stagl, Eine Geschichte der Neugier. Die Kunst des Reisens 1550-1800. Wien : Böhlau, 2002.  (ISBN 3-205-99462-0).
- Paola Molino, L'Impero di carta. Storia di una biblioteca e di un bibliotecario, Vienna 1575–1608. Roma: Viella, 2017.  (ISBN 978-88-6728-888-5).